# Psyrassa
Psyrassa är ett släkte av skalbaggar. Psyrassa ingår i familjen långhorningar.

## Dottertaxa tillPsyrassa, i alfabetisk ordning[1]
- Psyrassa aliena
- Psyrassa angelicae
- Psyrassa basicornis
- Psyrassa brevicornis
- Psyrassa castanea
- Psyrassa cerina
- Psyrassa chamelae
- Psyrassa chemsaki
- Psyrassa clavigera
- Psyrassa cribricollis
- Psyrassa cylindricollis
- Psyrassa ebenina
- Psyrassa graciliatra
- Psyrassa jaumei
- Psyrassa katsurae
- Psyrassa levicollis
- Psyrassa linsleyi
- Psyrassa megalops
- Psyrassa meridionalis
- Psyrassa nigricornis
- Psyrassa nigripes
- Psyrassa nigroaenea
- Psyrassa oaxacae
- Psyrassa pertenuis
- Psyrassa proxima
- Psyrassa rufescens
- Psyrassa rufofemorata
- Psyrassa sallaei
- Psyrassa sinaloae
- Psyrassa sthenias
- Psyrassa subglabra
- Psyrassa subpicea
- Psyrassa testacea
- Psyrassa tympanophora
- Psyrassa unicolor
- Psyrassa woodleyi